# Michael Suttner
Michael Suttner (* 2. Januar 1972 in München) ist ein deutscher Geiger, Bratschist, Sänger, Produzent und Musikpädagoge.

## Leben und Wirken
Michael Suttner ist ein Sohn des Chorleiters und Musikpädagogen Kurt Suttner und Gertraud Elisabeth Suttner. Sein Zwillingsbruder Andreas Suttner ist Cellist, Musikberater und Inhaber des Labels „Klangidee“.
Suttner studierte Violine und Viola und Gesang an der Musikhochschule München sowie Theaterwissenschaften an der Ludwig-Maximilians-Universität München. Seine Ausbildung in Gesang erhielt er bei Raimund Grumbach und Dietrich Schneider.
Als Geiger und Bratschist spielte Suttner immer wieder in verschiedenen Ensembles und Orchestern (u. a. Münchner Rundfunkorchester, Deutsche Kammerphilharmonie, Münchner Symphoniker, Münchner Residenzorchester und Orchester des Freien Landestheaters Bayern). Als Kammermusiker konzertierte er u. a. mit Ursula Berg, Christoph Poppen, Walter Nothas, Gottfried Schneider, Christoph Hammer, Peter Clemente und Anna Gourari. Konzerte mit dem Quartetto Cantabile führten ihn nach Österreich, Luxemburg und Italien. Suttner wirkte auch als Instrumentalist bei zahlreichen Rundfunk- und Fernsehaufnahmen mit.
Als Sänger ist Suttner Preisträger nationaler und internationaler Wettbewerbe und hat an zahlreichen Rundfunk- und Fernsehproduktionen mitgewirkt. Neben seinen Bühnenengagements (u. a. Theater Pforzheim, Theater Regensburg, Theater Hagen, Theater Freiburg, Staatstheater Augsburg, Oper Leipzig, Gärtnerplatztheater München, Oper Graz, Operettensommer Bad Hall, Seefestspiele Mörbisch, Jeonju Sori Festival Seoul, Budapest Spring Festival) konzertierte er als Sänger u. a. mit dem WDR-Rundfunkorchester Köln, dem Symphonieorchester des Bayerischen Rundfunks und den Wiener Philharmonikern. Die Zusammenarbeit mit Persönlichkeiten wie James Levine, Arturo Tamayo, Andris Nelsons, Eric Ericson oder Doris Dörrie, sowie zahlreiche CD – Einspielungen namhafter Labels dokumentieren sein künstlerisches Schaffen. Konzertreisen führten ihn zu Festivals im gesamten deutschsprachigen Raum, nach Süd – und Osteuropa, sowie nach Asien und in die USA.
In Zusammenarbeit mit Regisseuren und Autoren wie Stefan Frey, Dominik Wilgenbus oder Georg Blüml bringt er als Produzent immer wieder selbst konzipierte, szenische Programme wie z. B. „Winterstürme, Wahn und Wonnemond“ (2007), „Kálmán & Kalman“ (2012), „Männe’ hak mir mal die Taille auf“ (2015) oder „Heute wieder Fledermaus!“ (2017) auf die Bühne.
Eine Kehlkopfkrebserkrankung zwang ihn, seine Gesangskarriere im Jahr 2013 zu beenden. Seit 2014 arbeitet Suttner schwerpunktmäßig als Instrumental- und Gesangspädagoge (Lehrauftrag am Leopold Mozart Zentrum der Universität Augsburg), Musiklehrer an allgemein bildenden Schulen (u. a. Stadt München), als Sprecher und Moderator, sowie als Coach in den Bereichen Stimm- und Präsenztraining. Häufig ist er auch als Mitarbeiter bei stimmphysiologischen Fortbildungsveranstaltungen tätig. Seit Juli 2021 ist Suttner zudem Leiter der Musikschule Taufkirchen e.V.
Michael Suttner ist verheiratet und hat einen Sohn. Er lebt mit seiner Familie in München.

## Auszeichnungen
- 1989–1991: mehrere 1. Preise beim Wettbewerb „Jugend musiziert“
- 2001: Nominierung zum Bayerischen Theaterpreis
- 2003: 1. Preis beim Internationalen Operetten-Gesangswettbewerb in Götzis, Österreich[2]

## Diskografie
CD
- Siegfried Wagner: Sternengebot. Mit u. a. Katharina Fuhrmann, Volker Horn, Karlheinz Kinzel, Adam Kruzel, Bayerisches Staatsorchester, Bayerisches Landesjugendorchester, Dirigent: Werner Andreas Albert (NAXOS; 2001)
- Der Graf von Luxemburg. Mit u. a. Alfred Sramek, Ruth Ingeborg Ohlmann, Marika Lichter, Dirigent: Rudolf Bibl. Aufnahme von den Seefestspielen Möbisch  (Oehms Classics; 2006)
- Kálmán & Kalman. father and son. Lieder von Emmerich und Charles Kálmán. Mit  Stephanie C. Braun, Münchner Symphoniker, Dirigent: Andreas Kowalewitz (Oehms Classics; 2011)
- Männe, hak’ mir mal die Taille auf. Kabarettlieder berühmter Operettenkomponisten. Mit Stephanie Dietrich, Elke Kottmair, Andreas Kowalewitz (Bobby music; 2016)

DVD
- Der Graf von Luxemburg. Mit u. a. Gesa Hoppe, Harald Serafin, Marika Lichter, Dirigent: Rudolf Bibl. Aufnahme von den Seefestspielen Möbisch (ORF; 2006)

- Hector Berlioz: La damnation de Faust. Mit u. a. Evert Sooster, Bernadett Wiedemann, Victor Massány, Dohnányi Orchestra Budafoc, Dirigent: Gábor Hollerung (Hunnia records; 2012)